# Проспект Бразилии
«Проспе́кт Брази́лии» (порт.-браз. Avenida Brasil) — бразильский телесериал компании TV Globo авторства бразильского сценариста Жуана Эмануэла Карнейру. Название сериала дано по крупнейшей улице Рио-де-Жанейро — Avenida Brasil, которая проходит через весь город и становится местом ключевых событий теленовеллы.
«На что Вы готовы пойти ради справедливости?» — слоган рекламной кампании сериала перед его премьерой в Бразилии. Месть и её последствия для человека стали основой сюжета — истории противостояния двух главных героинь. Мировая премьера состоялась с 26 марта по 19 октября 2012 года. В России премьера состоялась 3 июня 2013 года на первом канале (но только показали первые 50 серий, до 2 августа, затем сериал оборвали), полностью от начала до самого конца сериал был показан на канале Ю с 7 сентября по 30 декабря 2015 года.

## О сериале

### Сюжет
Пролог. 1999—2000 год
Маленькая Рита живёт вместе со своим отцом Женезио и его молодой женой Карминьей. Притворяясь заботливой матерью и верной женой, женщина на самом деле хочет обокрасть мужа на пару со своим любовником Максом. Об этом становится известно Рите, которая с самого начала не доверяла мачехе и всегда пыталась открыть отцу глаза на двуличность Карминьи. И в конце концов ей это удается. Узнав всю правду о жене, Женезио хочет сдать Карминью полиции. Но в дело вмешивается трагическая случайность…
Жорже Араужо по прозвищу «Тайфун» — знаменитый бразильский футболист, нападающий команды «Фламенго». Всего несколько часов назад герой забил победный гол в финале чемпионата Рио. На всех парах он мчится на автомобиле домой, чтобы отметить победу в кругу семьи и друзей. Рассекая шоссе (Проспект Бразилии), он не замечает на трассе Женезио и сбивает его. Отец Риты умирает на руках Тайфуна, успев произнести только имя Карминьи, своей жены, но не успевает назвать имя собственной дочери. Чтобы сохранить свою репутацию и карьеру, Тайфун скрывается с места происшествия, предварительно вызвав скорую помощь.
Внутреннее чувство вины и желание помочь семье погибшего человека приводят Тайфуна к знакомству с Карминьей. Раскусив истинную причину помощи футболиста, проницательная злодейка изображает из себя безутешную жертву обстоятельств, несчастную вдову и решает воспользоваться столь удачной ситуацией, чтобы женить на себе Тайфуна. С помощью коварного плана на пару с Максом она разлучает героя с невестой Монализой, становится женой футболиста, а Макса пристраивает в мужья к сестре Тайфуна, Иване.
Маленькая Рита, узнав о гибели отца, становится жертвой жестокой аферы со стороны Карминьи и с её помощью попадает на городскую свалку. Здесь ребёнок вынужден выживать в условиях человеческой жестокости, предательства и страха в лице подлого и никчемного Нилу — жителя свалки, который живёт исключительно за счёт эксплуатации детей. Но свалка — это и место, где Рита находит настоящую, искреннюю любовь в лице местного мальчишки Бататы и его покровительницы, Мамы Лусинды, которая заменила бездомным детям родных матерей. Никто не знает причин, по которым эта загадочная женщина оказалась на свалке. Но её таинственное прошлое тесно связано с Карминьей, которая столь же искренне ненавидит Лусинду, как и Рита саму Карминью. История собственной жизни заставляет женщину пожертвовать своей привязанностью к девочке, чтобы спасти ту от желания мести подлой мачехе. С помощью Лусинды Риту усыновляет пара аргентинцев, которые дают ей новое имя — Нина. Несмотря на возможность забыть своё трагическое детство, героиня растёт с мыслью о справедливости и мести Карминье, что изрядно влияет на психику девушки.
В это же самое время выясняется, что Батата — сын Карминьи и Макса, которого родная мать когда-то оставила на помойке Лусинде. И теперь, реализовав свой план стать женой Тайфуна, коварная злодейка приезжает за ребёнком, чтобы под видом усыновления воспитать собственного сына в комфортных условиях. И то самое загадочное прошлое не даёт никакой возможности Лусинде перечить Карминье. Доверчивый Тайфун принимает сына в свою семью. Мальчик быстро находит общий язык с приёмным отцом и берёт себе новое имя — Жоржиньо, в честь самого Жорже «Тайфуна».
Основная фаза. 2012 год
Прошло двенадцать лет. Нина (Рита) живёт с одной единственной мыслью — желанием отомстить своим обидчикам. После смерти приёмных родителей девушка решает вернуться в Бразилию, чтобы воплотить свои замыслы в жизнь. Она знает, что Карминья стала женой Тайфуна. Нина (Рита) знакомится с сестрой Тайфуна Иваной в интернете и узнаёт, что их семье нужен повар и, пользуясь возможностью, становится кухаркой в доме бывшей мачехи.
Карминья — страстная любительница всего белого, добропорядочная мать семейства и жена самого богатого человека округа Дивину — небольшого пригорода Рио-де-Жанейро, где живут многие герои истории. Карминья позволяет себе колкости не только в адрес безвкусных, провинциальных родственников и прислуги, но и по отношению к собственной дочери Агате, склонной к полноте девочки неблестящей внешности, в отличие от красавицы матери. Когда-то эту беременность Карминья использовала, чтобы сблизиться с Тайфуном и его семьей. Теперь же дочь для неё как бельмо на глазу — напоминание о прошлом.
Когда в особняке Тайфуна появляется новая кухарка, мачеха не узнает в новой служанке свою собственную падчерицу Риту, которую когда-то обокрала и ребёнком отправила на свалку. Нина использует эту возможность и всеми силами пытается вывести хозяйку на чистую воду. Ради возмездия девушка готова пойти на всё: фальсификации, обман, подкупы, ложь. Действуя хитростью, Нина всё больше и больше сближается с Карминьей, которая, ни о чём не догадываясь, начинает доверять служанке как самой близкой подруге. Действуя против Карминьи её же методами, героиня шаг за шагом приближается к реализации своего плана. Ведь Нина уверена, что женщина — подлая мошенница и воровка, которая всю жизнь обманывала богатого мужа, а потому, заслуживая мести, просто обязана пережить те же моральные ужасы, что и главная героиня когда-то в детстве на свалке.
Ничто не способно остановить Нину в её коварном, но справедливом плане возмездия. Разве что искренняя любовь двух женщин к одному мужчине, Жоржиньо, и таинственное прошлое Лусинды, которое во многом объединяет непримиримых врагов — Нину и Карминью.

## В ролях
| Актёр               | Персонаж                                                   |
| ------------------- | ---------------------------------------------------------- |
| Мурилу Бенисиу      | Жорже Араужо (Тайфун)                                      |
| Дебора Фалабелла    | Рита Фонсека ди Соуза / Нина Гарсия Эрнандес               |
| Адриана Эстевес     | Кармен Лусия Морейра ди Соуза Араужо (Карминья)            |
| Кауа Реймонд        | Жоржи Араужо Фильо / Криштиану Морейра Оливейра (Жоржиньо) |
| Алешандре Боржес    | Карлос Эдуардо ди Соуза Кейрос (Кадиньо/Дуду)              |
| Вера Ольц           | Лусинда Перейра (Мама Лусинда)                             |
| Жозе ди Абреу       | Нилу Оливейра                                              |
| Наталия Дилл        | Дебора Магальяйнш Кейроc                                   |
| Изис Валверди       | Суэлен Флорес Вегас                                        |
| Элоиза Периссе      | Монализа Барбоза                                           |
| Марселу Новаэс      | Максвелл Перейра Оливейра (Макс)                           |
| Фабиула Насименту   | Оленка Кабрал                                              |
| Отавиу Аугусту      | Диоженис Вегас                                             |
| Паула Бурламаки     | Долорес Нейва (Сонинья Кататау)                            |
| Карол Абрас         | Бегония Гарсия Эрнандес                                    |
| Бруно Гиссони       | Иран Барбоза                                               |
| Тиагу Мартинс       | Леандро Диас (Возлюбленый Суэлен)                          |
| Дебора Насименту    | Тесалия дас Грасас Мендонса                                |
| Жулиану Казарре     | Адалтон дус Сантус (Адауту)                                |
| Жозе Лорету         | Дарксон Силас                                              |
| Фелипе Абиб         | Джимми Бастос                                              |
| Элиане Джардини     | Муриси Араужо                                              |
| Маркус Карузо       | Лелеко Араужо                                              |
| Дебора Блок         | Вероника Магальяйнш Кейроc                                 |
| Камила Моргаду      | Ноэмия Буарке Кейроc                                       |
| Каролина Ферраз     | Алексия Браганса Кейроc                                    |
| Какау Протазиу      | Мария Джозе (Зезе)                                         |
| Летисия Иснард      | Ивана Араужо Оливейра                                      |
| Ана Каролина Ланнес | Агата Морейра Араужо                                       |
| Луана Мартау        | Мария да Пурификасао (Беверли Хиллз)                       |
| Даниэл Роша Азеведо | Роналдо Вегас (Рони/Роникиту)                              |
| Бьянка Компарату    | Бетания ди Алмейда                                         |
| Клаудия Миссура     | Жанаина да Силва                                           |
| Эмилиану Д'Авила    | Лусио да Силва                                             |
| Жука ди Оливейра    | Сантьяго Морейра                                           |
| Бетти Фария         | Пилар Албукерке Браганса                                   |
| Аилтон Граса        | Пауло Силас                                                |
| Ронни Криват        | Томас Буарке Кейроc                                        |
| Бруна Грифан        | Палома Браганса Кейроc                                     |
| Жоан Фернандес      | Фабио Оливейра (Пиколе)                                    |
| Жоан Энрике Гаго    | Валду                                                      |
| Андре Луис Миранда  | Валентин                                                   |
| Мурилу Эльбас       | Бранко                                                     |
| Габриэл Шадан       | Варлесон                                                   |

### Специальное участие
| Актёр                | Персонаж                                 |
| -------------------- | ---------------------------------------- |
| Тони Рамос           | Женезио Фонсека ди Соуза                 |
| Мел Майя             | Рита Фонсека ди Соуза                    |
| Жоан Педро Насименту | Жоржи Морейра Оливейра (Батата/Жоржиньо) |
| Жан Пьер Нойер       | Мартин Гарсия Эрнандес                   |
| Клаудия Ассунсан     | Нейди                                    |
| Рита Гедес           | Николе Кататау                           |
| Марселла Валенте     | Рената                                   |
| Жозе Виктор Пирес    | Иран                                     |

## Премии и награды
Премия «Extra TV-2012».
- Лучшая женская роль — Адриана Эстевес за роль Карминьи
- Лучшая мужская роль второго плана — Жозе ди Абреу за роль Нилу
- Лучшая женская роль второго плана — Изис Валверди за роль Суэлен
- Открытие года — Какау Протазиу за роль Зезе
- Ребёнок-открытие года — Мел Майя за роль Риты
- Теленовелла

Премия «Melhores Do Ano — 2012»
- Лучшая женская роль — Адриана Эстевес за роль Карминьи
- Лучшая мужская роль — Мурилу Бенисиу за роль Тайфуна
- Лучшая женская роль второго плана — Изис Валверди за роль Суэлен
- Ребёнок-открытие года — Мел Майя за роль Риты

Премия театральных критиков Сан-Паулу APCA
- Лучшая актриса — Адриана Эстевес
- Лучший актёр — Жозе ди Абреу
- Премия критиков и Лучший сценарист — Жуан Эмануэл Карнейру

Премия прессы
- Лучшая актриса — Адриана Эстевес
- Лучший актёр — Мурилу Бенисиу
- Лучшая теленовелла года — Жуан Эмануэл Карнейру

Интернет-премия
- Лучшая актриса — Адриана Эстевес
- Лучший актёр — Мурилу Бенисиу
- Лучший автор новелл — Жуан Эмануэл Карнейру

Премия Quem Do Televisão
- Лучшая актриса — Адриана Эстевес
- Лучшиё актёр второго плана — Жулиану Казарре
- Актёр-открытие — Даниэл Роша Азеведу
- Лучший автор новелл — Жуан Эмануэл Карнейру

Телевизионная премия Contigo
- Лучшая теленовелла — Жуан Эмануэл Карнейру
- Лучшая актриса — Адриана Эстевес
- Лучший актёр — Мурилу Бенисиу
- Лучшая мужская роль второго плана — Жозе ди Абреу за роль Нилу
- Ребёнок-актёр года — Мел Майя за роль Риты
- Лучший автор новелл — Жуан Эмануэл Карнейру
- Лучший автор — Жуан Эмануэл Карнейру
- Лучший режиссёр — Амора Маутнер, Жозе Луис Вилламарим и Рикардо Ваддингтон

## Музыкальное оформление
Главной музыкальной темой телесериала стала бразильская версия известного хита «Dançar Kuduro». Припев из этой песни — «OiOiOi» — стал самым популярным тегом социальных сетей в Бразилии на протяжении всего показа новеллы.

## Производство
В первоначальном синопсисе герой Мурилу Бенисиу был т. н. «новым богачом», живущим не в пригороде, а в престижном районе Рио. Чемпионат мира по футболу, который прошел в Бразилии в 2014 году, внёс свои коррективы: по воле продюсеров герой стал футболистом — вымышленным нападающим Жорже Араужо по прозвищу Тайфун.
Команда, за которую играет Тайфун, — клуб «Фламенго», который как раз и стал чемпионом штата Рио-де-Жанейру в 1999 году за превосходную игру.
После реконструкции стадиона «Маракана» его вид сильно изменился по сравнению с 1999 годом. Для съёмок сцен первой серии съёмочная группа специально искала подходящий по архитектуре стадион по всей стране. Недостающие элементы были добавлены с помощью компьютерных технологий и архивных кадров.
Реальный Проспект Бразилии — чрезвычайно загруженная трасса. В новелле показана другая улица.
Изначально роль Карминьи предназначалась для двух актрис, которые должны были сыграть антагонистку в двух разных временных фазах: Фабиула Насименту в 1999 и Элиане Джардини — в 2012 году. В утверждённом актёрском составе Фабиула сыграла подругу Монализы Оленку, а Элиане — мать Тайфуна, крикливую Муриси. Впоследствии сценарист использовал большое внешнее сходство двух актрис в развитии их собственных персонажей.
Роль Суэлен в сериале должна была играть одна из любимых актрис автора «Проспекта» — темнокожая актриса Таис Араужо, которая играла во всех проектах Жоау Эмануэла Карнейру. Однако вместо «Проспекта» актриса выбрала главную роль в сериале «Бездна шарма», который шёл в тот же период и стал не менее популярным у аудитории. Вместо Таис роль Суэлен исполнила актриса Изис Валверди, что повлекло за собой некоторые изменения в сценарии. Актриса столь убедительно сыграла роль ветреной и легкомысленной девушки, готовой встречаться с любым из «сериальных» футболистов, что получила восторженные отзывы критиков и народное прозвище «Любимой Гулёны Бразилии».
В новелле приняли эпизодическое участие два аргентинских актёра: Жан-Пьер Ноэр и Даниэль Кузниека.

## Восприятие
Телесериал получил не только большой успех среди телеаудитории Бразилии, но и принёс значительную прибыль телекомпании «Глобу» — около двух миллиардов реалов. Согласно подсчётам, опубликованным на сайте «Форбс», телесериал стал самым успешным в финансовом плане телевизионным проектом Латинской Америки за всё время существования телевидения.
Заключительная серия стала в Бразилии самой рейтинговой передачей 2012 года, обойдя по этому показателю финал Кубка «Либертадорес».
Президент Бразилии, Дилма Русеф изменила своё рабочее расписание, для возможности посмотреть заключительную серию телесериала.